# Nellie Bly
Nellie Bly (Cochran's Mills, Pennsylvania, 5 mei 1864 – New York, 27 januari 1922) was het pseudoniem van de Amerikaanse journaliste Elizabeth Jane Cochrane. Ze was een vernieuwende verslaggeefster die bekend werd door haar reis rond de wereld in 72 dagen (sneller dan de reis om de wereld in tachtig dagen van de fictieve avonturier Phileas Fogg van Jules Verne) en om een verslag waarvoor ze krankzinnigheid veinsde om een psychiatrisch ziekenhuis van binnen te bestuderen. Ze was een pionier op haar terrein en stond aan de wieg van een nieuw soort onderzoeksjournalistiek. Naast haar schrijfwerk was ze ook een industrieel en deed ze aan liefdadigheidswerk.

## Vroege jaren

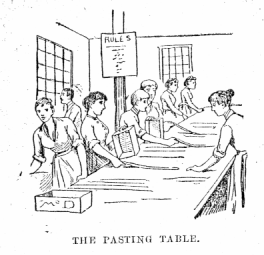
Nellie Bly werkend in een dozenfabriek.

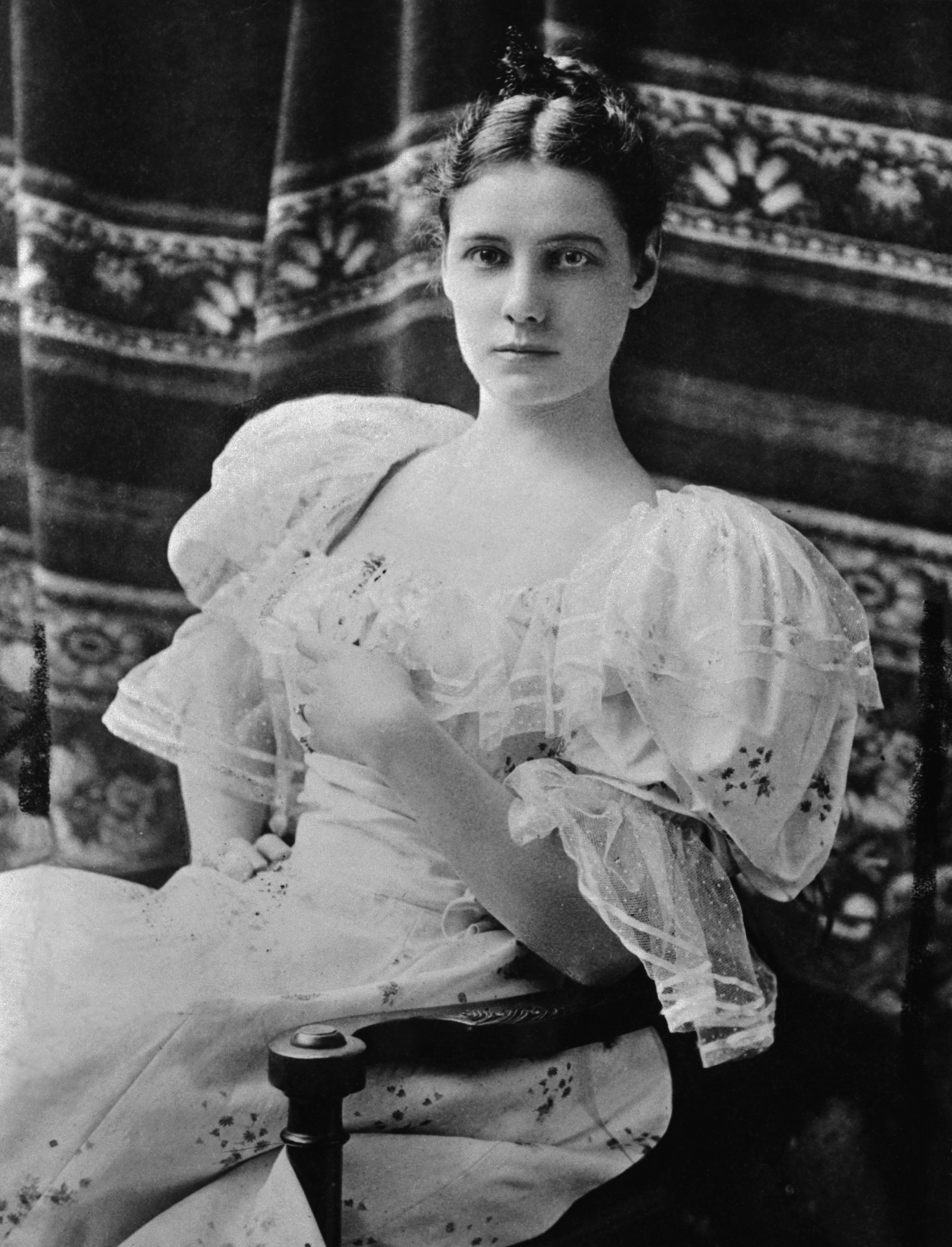
De 21-jarige Nellie Bly in Mexico.

Ze werd geboren als Elizabeth Jane Cochran in Cochran's Mills, heden deel van de Pittsburghse voorstad Burrell Township in Armstrong County, Pennsylvania. Haar vader Michael Cochran was een bescheiden arbeider en molenaar die met Mary Jane trouwde. Cochran leerde zijn jonge kinderen een dringende les over de deugden van hard werken en vastberadenheid door de aankoop van de nabijgelegen molen en het merendeel van het land dat om zijn familieboerderij lag. Als jong meisje werd ze vaak 'Pinky' genoemd, omdat ze meestal roze kleding droeg. In haar tienerjaren wilde ze zichzelf wat wereldwijzer voordoen, liet haar bijnaam varen en veranderde haar achternaam naar Cochrane. Ze ging naar een kostschool, maar al na één periode moest ze stoppen wegens geldgebrek.
In 1880 verhuisde Elizabeth met haar familie naar Pittsburgh. Een uiterst misogyne column, getiteld What Girls Are Good For (Waar meisjes goed voor zijn) in de Pittsburgh Dispatch zette haar ertoe aan om de hoofdredacteur een vurige repliek te schrijven onder het pseudoniem 'Lonely Orphan Girl' ('Eenzaam weesmeisje'). Hoofdredacteur George Madden was onder de indruk van haar oprechtheid en enthousiasme en plaatste een advertentie, waarin hij de auteur opriep zich te melden. Toen Elizabeth zich aan de hoofdredacteur voorstelde, bood hij haar aan een verhaal voor de krant te schrijven, opnieuw onder het pseudoniem 'Lonely Orphan Girl'. Na haar eerste artikel voor de Dispatch, getiteld 'The Girl Puzzle' ('De meisjespuzzel'), bood Madden haar een voltijdse baan aan. Hij koos voor haar het pseudoniem 'Nellie Bly', afgeleid van de titelrol van het bekende liedje 'Nelly Bly' van Stephen Foster. Oorspronkelijk wilde ze dat haar pseudoniem ook als 'Nelly Bly' geschreven zou worden, maar haar hoofdredacteur spelde het per ongeluk als 'Nellie' en dat foutje is blijven steken.
Als schrijfster richtte Bly haar vroege werk bij de Dispatch op het lot van arbeidsters en schreef een reeks onderzoeksjournalistieke artikelen over vrouwelijke fabriekswerkers, maar door redactionele druk werd zij naar de zogenaamde vrouwenpagina's gedrongen om zich bezig te houden met mode, samenleving en tuinieren, typische onderwerpen die vrouwelijke journalisten destijds werden geacht te verslaan. Omdat ze ontevreden was met deze taken, nam ze het heft in eigen hand en reisde naar Mexico om als buitenlandse correspondent te werken. Hoewel ze pas 21 was, heeft ze bijna een half jaar lang verslag uitgebracht over het dagelijks leven en de gebruiken van de Mexicanen. Haar reportages werden in 1888 uitgegeven in boekvorm onder de titel Six Months in Mexico. In één reportage protesteerde ze tegen de gevangenschap van een lokale journalist die kritiek had op de Mexicaanse regering, toen een dictatuur onder Porfirio Díaz. Toen de Mexicaanse autoriteiten van Bly's reportage hoorden, dwongen ze haar het land te verlaten. Eenmaal veilig thuis keurde ze Díaz af als een tirannieke tsaar die het Mexicaanse volk onderdrukte en de pers beheerste.

## Verslag over een krankzinnigengesticht

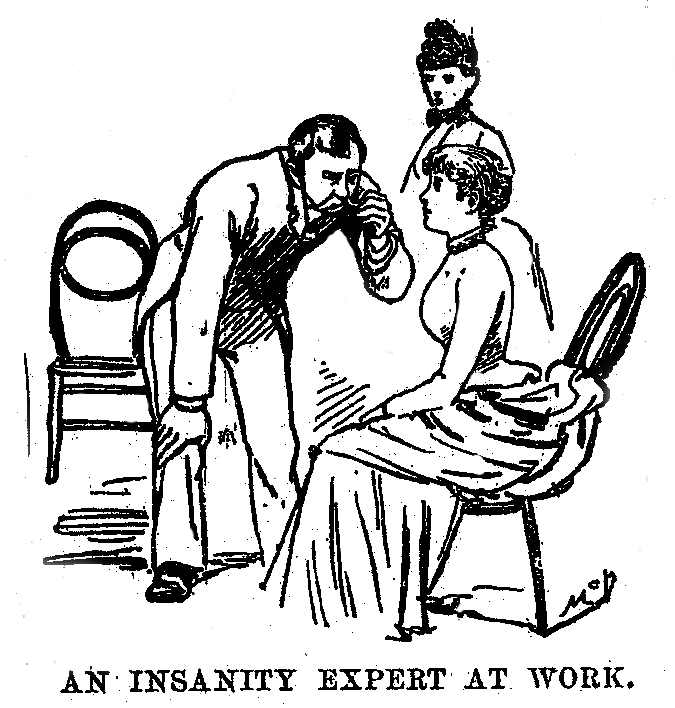
Bly wordt onderzocht door een psychiater.

Nadat ze opnieuw met het verslaan van theater en kunst werd belast, verliet Bly de Pittsburgh Dispatch in 1887 en verhuisde naar New York. Toen haar geld na vier maanden op was vroeg ze om werk bij Joseph Pulitzers krant de New York World. Ze nam er een undercoveropdracht aan waarbij ze krankzinnigheid zou veinzen om zo de geruchten te onderzoeken over wreedheden en verwaarlozing bij het Women's Lunatic Asylum (Krankzinnigengesticht voor Vrouwen) op Blackwell's Island.
Bly oefende zich een avond lang voor de spiegel in het nadoen van gezichtsuitdrukkingen van psychiatrische patiënten. De volgende dag vond ze logies in een pension voor arbeiders. Ze weigerde daar naar bed te gaan en vertelde de pensionhouders dat zij bang voor hen was omdat ze er gestoord uitzagen. Deze waarschuwden de volgende ochtend de politie. Ze werd meegenomen en voorgeleid bij de rechtbank. Daar deed ze alsof ze aan geheugenverlies leed. De rechter oordeelde dat ze gedrogeerd moest zijn.
Ze werd onderzocht door verschillende dokters, die allemaal verklaarden dat ze psychisch gestoord was. "Beslist dement," zei er één, "ik beschouw dit als een hopeloze zaak. Zij moet ergens worden ondergebracht waar iemand voor haar zorgt." Het hoofd van psychiatrische inrichting Bellevue Hospital beschreef haar als "ongetwijfeld gestoord". De zaak van het "knappe gekke meisje" trok de aandacht van de pers: "Wie is dat gestoorde meisje?" vroeg The Sun zich af. The New York Times schreef over de "geheimzinnige zwerfster" met een "wilde, gejaagde blik in haar ogen" en haar wanhopige geklaag: "Ik weet het niet meer, ik weet het niet meer."
Na haar opname als patiënt in het gesticht maakte Bly kennis met de dagelijkse levensomstandigheden daar. De maaltijden bestonden uit waterige pap, bedorven rundvlees, brood dat niet veel meer dan gedroogd deeg was en vies ondrinkbaar water. Patiënten die een gevaar zouden kunnen vormen, werden met touwen vastgebonden. De zieken werden gedwongen om een groot deel van de dag op harde banken te zitten in een slecht verwarmde ruimte. Rond de eettafels lag overal afval en in het gebouw waren ratten. Een bad bestond er uit dat emmers met koud water over de patiënt werden leeggegoten. De oppassers waren onaangenaam en beledigend, ze vertelden de patiënten hun mond te houden en sloegen hen als ze dat niet deden. Bly raakte er door contacten met andere patiënten van overtuigd dat sommigen geestelijk net zo gezond waren als zijzelf. Over haar ervaringen in het gesticht schreef ze:
Is er iets behalve marteling dat sneller gestoordheid zou voortbrengen dan deze behandeling? Hier wordt een klasse vrouwen heen gestuurd om te worden genezen. Ik zou willen dat deskundige artsen die mij om mijn daden veroordelen, hetgeen hun kunde heeft bewezen, een volkomen geestelijk en lichamelijk gezonde vrouw onder hun hoede zouden nemen, laten zwijgen, dwingen om haar van zes uur 's ochtends tot acht uur 's avonds op banken met rechte rugleuningen te zitten, haar zouden verbieden te spreken of bewegen tijdens deze uren, haar niets te lezen zouden geven en haar niets laten weten over de wereld of wat daarin gebeurt, haar slecht eten en een wrede behandeling zouden geven, en dan zien hoelang het duurt voordat ze gek wordt. Twee maanden zouden haar een mentaal en psychisch wrak maken.
…Mijn tanden klapperden en mijn ledematen waren …verdoofd door de kou. Plots kreeg ik drie emmers ijskoud water …waarvan een in mijn ogen, neus en mond.

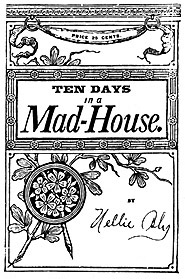
Ten Days in a Mad-House

Na tien dagen werd Bly vrijgelaten na ingrijpen van The World. Haar verslag, gepubliceerd in boekvorm onder de titel Ten Days in a Mad-House (Tien dagen in een gekkenhuis), veroorzaakte veel sensatie en heeft haar blijvende roem verschaft. In verlegenheid gebrachte artsen en ander gestichtspersoneel probeerden omstandig uit te leggen hoe het kon dat zoveel deskundigen in de maling waren genomen. Een grand jury voerde een onderzoek uit naar de omstandigheden in het gesticht, waarbij Bly om advies werd gevraagd. In het juryrapport werd geadviseerd de veranderingen die de journaliste voorstelde door te voeren. Het Departement voor Liefdadigheidsinstellingen en Penitentiaire Inrichtingen verhoogde haar budget voor de krankzinnigenzorg met $ 850.000. Het verzekerde ook dat toekomstige inspecties grondiger zouden zijn en dat alleen ernstig zieke mensen in het gesticht opgenomen zouden worden.

## Wereldreis

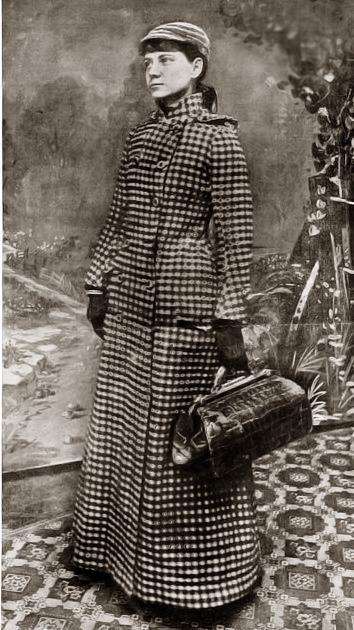
Een publiciteitsfoto die de New York World nam om Bly's reis rond de wereld te promoten.

In 1888 stelde Bly haar hoofdredacteur bij de New York World voor dat ze een reis rond de wereld zou maken om te proberen de fictieve Reis om de wereld in tachtig dagen voor het eerst tot een feit te maken. Een jaar later ging ze, zoals ze twee dagen eerder had aangekondigd, op 14 november 1889 om 9:40 uur aan boord van de Augusta Victoria, een stoomschip van de Hamburg-America Line, en begon haar reis van 40.071 kilometer.
Ze had als bagage de jurk die ze droeg, een stevige overjas, een stapel schoon ondergoed en een kleine reistas met daarin haar toiletartikelen. Ze droeg het meeste van haar geld (in totaal £200 in Engelse bankbiljetten en goud, daarnaast nog wat Amerikaanse valuta) in een tas die ze om haar nek had geknoopt.
De New Yorkse krant Cosmopolitan sponsorde haar eigen verslaggeefster Elizabeth Bisland, om zowel de tijd van Phileas Fogg als die van Bly te verslaan. Bisland zou in tegengestelde richting om de wereld reizen. Om de interesse in het verhaal vast te houden, organiseerde The World een "Nellie Bly-Gokwedstrijd", waarbij lezers werd gevraagd om Bly's aankomsttijd tot op de seconde nauwkeurig te schatten. De hoofdprijs was aanvankelijk een gratis reis naar Europa, maar dit werd gewijzigd in geld om tijdens die reis uit te geven.

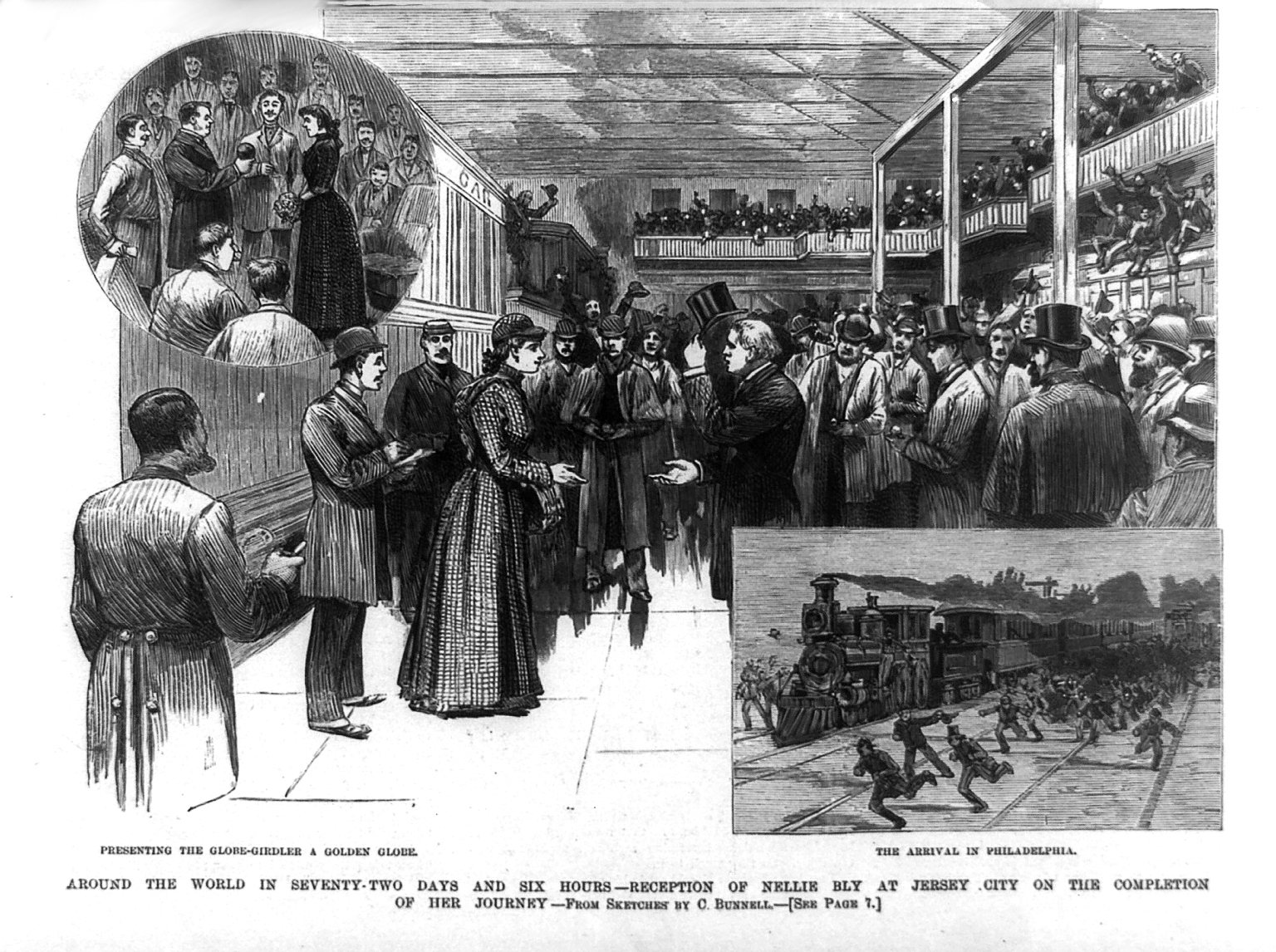
Een houtsnede van Nellie Bly's ontvangst bij thuiskomst in Jersey City, gedrukt in Frank Leslie's Illustrated News op 8 februari 1890.

Tijdens haar wereldreis kwam Bly door Engeland, Frankrijk (waar ze Jules Verne in Amiens ontmoette), Brindisi, het Suezkanaal, Colombo (Ceylon), de Straits Settlements van Penang en Singapore, Hongkong en Japan. De ontwikkeling van efficiënte onderzeese kabelnetwerken en de elektrische telegraaf stelden Bly in staat om korte voortgangsrapporten te verzenden, hoewel langere boodschappen met de reguliere post moesten worden vervoerd en daardoor vaak enkele weken werden vertraagd.
Bly reisde met stoomschepen en het bestaande spoorwegennet, hetgeen af en toe vertragingen veroorzaakte, vooral in het Aziatische deel van haar reis. Tijdens deze oponthouden bezocht ze een leprakolonie in China en kocht ze een aap in Singapore.
Vanwege zwaar weer tijdens haar Pacifische overtocht kwam ze pas op 21 januari aan in San Francisco op het White Star Line-schip Oceanic, twee dagen achter op schema. Maar The World-eigenaar Pulitzer charterde een privétrein, omgedoopt tot de Miss Nellie Bly Special, om haar thuis te brengen en ze kwam terug in New Jersey op 25 januari 1890 om 15:51 uur.
"Tweeënzeventig dagen, zes uur, elf minuten en veertien seconden na haar vertrek uit Hoboken" was Bly terug in New York. Ze had de aarde bijna zonder begeleiding rondgereisd. Bisland was op dat ogenblik nog steeds de Atlantische Oceaan aan het oversteken en kwam vierenhalve dag later in New York aan. Net als Bly had zij een aansluiting gemist en moest aan boord gaan van een langzaam, oud schip (de Bothnia) in plaats van een snel schip (Etruria). Bly's reis was een wereldrecord, hoewel het enkele maanden later werd verbeterd door George Francis Train, die de reis in 67 dagen voltooide. Tegen 1913 hadden Andre Jaeger-Schmidt, Henry Frederick en John Henry Mears het record overtroffen, waarbij de laatste de reis binnen 36 dagen volbracht.

## Latere jaren

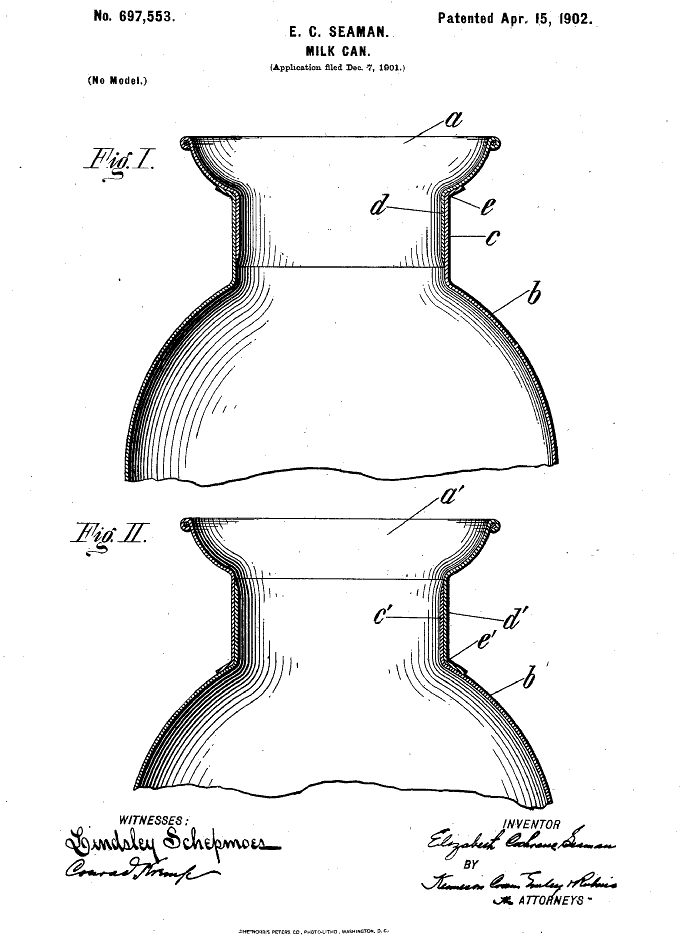
Patent voor een verbeterde melkbus

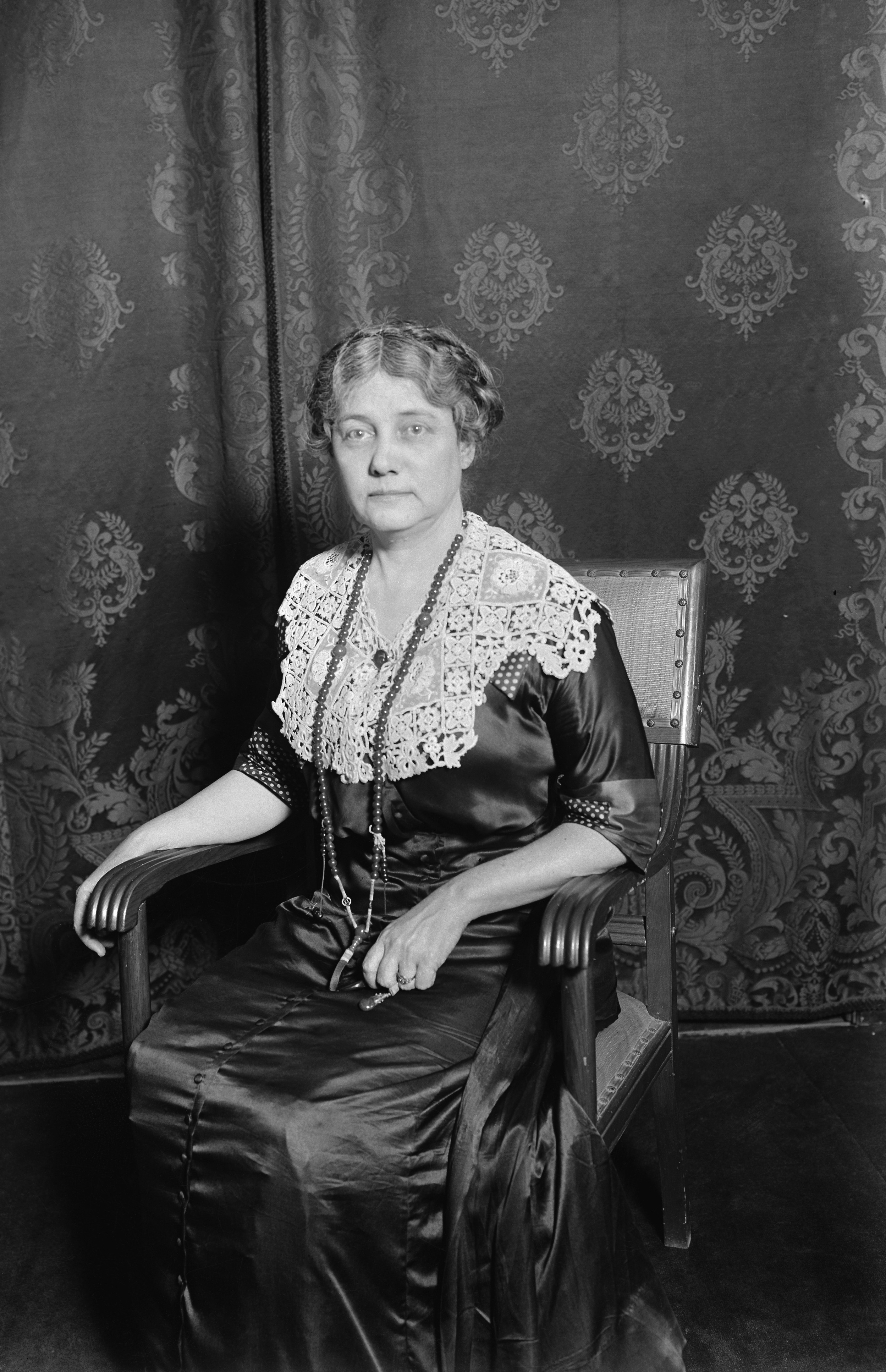
Nellie Bly in haar latere jaren

In 1895 trouwde Nellie Bly de miljonair-fabrikant Robert Seaman, die 40 jaar ouder was. Ze trok zich terug uit de journalistiek en werd de directrice van de Iron Clad Manufacturing Co., die stalen containers maakte, zoals melkbussen en cv-ketels. In 1904 overleed haar man. In hetzelfde jaar begon Iron Clad met de productie van het stalen vat dat model stond voor het olievat van 55 gallon, zoals dat nog steeds veel gebruikt wordt in de Verenigde Staten. Hoewel er soms wordt beweerd, dat Nellie Bly het vat heeft uitgevonden, neemt men aan dat de eigenlijke uitvinder Henry Wehrhahn is geweest, die waarschijnlijk zijn uitvinding aan haar heeft toegeschreven (US Patents 808.327 en 808.413). Nellie Bly was echter evengoed zelf een uitvindster, waarbij ze US patent 697.553 voor een nieuwe melkbus verwierf en US patent 703.711 voor een afvalopslagbus, beide onder haar trouwnaam Elizabeth Cochrane Seaman. Een tijdlang was zij een van de toonaangevende vrouwelijke fabrikanten in de Verenigde Staten, maar verduistering van goederen door haar werknemers leidde tot haar faillissement.
Ze keerde terug als verslaggeefster en schreef verhalen over Europa's Oostfront tijdens de Eerste Wereldoorlog deed opmerkelijk verslag van Vrouwenkiesrechtparade van 1913. Haar krantenkop voor het paradeverhaal was "Suffragists Are Men's Superiors" ("Suffragettes Staan Boven Mannen") maar ze voorspelde in haar verhaal ook "met een griezelige voorkennis" dat het nog tot 1920 zou duren eer vrouwen stemrecht zouden krijgen.

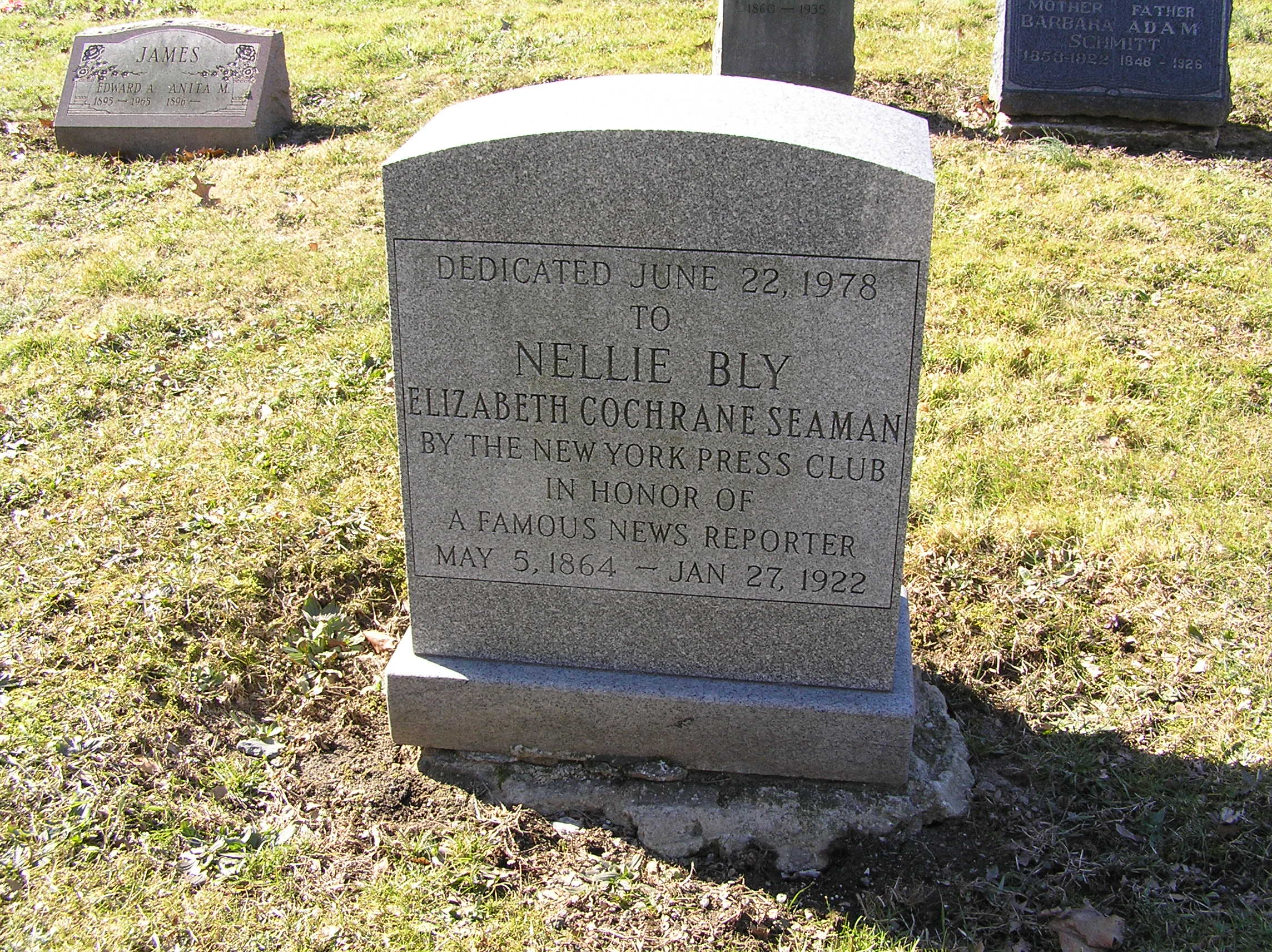
Het graf van Nellie Bly op het Woodlawn Cemetery

In 1916 vertrouwde een moeder een baby toe aan Nellie om hem te verzorgen en hem door iemand te laten adopteren. Het kind was onechtelijk en moeilijk te plaatsen omdat hij half-Japans was. Hij heeft de volgende zes jaar doorgebracht in een weeshuis dat werd gedreven door de Church For All Nations in Manhattan.
Toen Bly aan het einde van haar leven ziek werd, vroeg ze haar nichtje Beatrice Brown om voor het jongetje - en nog enkele andere baby's die haar interesse hadden gewekt - te zorgen. Haar interesse in weeshuizen kan onderdeel zijn geweest van haar voortdurende inspanningen om de sociale organisaties van haar tijd te verbeteren.
Bly overleed in 1922 op 57-jarige leeftijd aan een longontsteking in het St. Mark's Hospital in New York. Ze kreeg een bescheiden graf op het Woodlawn Cemetery in the Bronx.

## Eerbetoon

### Dramatische voorstellingen
- Bly was het onderwerp van een Broadway-musical van Johnny Burke en Jimmy Van Heusen in 1946.[38]
- Er is een personage genaamd Nellie Bly in de film Frankie and Johnny (1966) met Elvis Presley. Ze werd gespeeld door Nancy Kovack.[39]
- In 1981 verscheen Linda Purl als Bly in een televisiefilm getiteld The Adventures of Nellie Bly.[40]
- Julia Duffy verscheen als Nellie Bly in de aflevering "Jack's Back" van Voyagers! op 10 juli 1983.
- Een historisch fictief verslag van haar reis rond de wereld werd gebruikt in het stripboek Julie Walker is The Phantom, uitgegeven door Moonstone Books (verhaal: Elizabeth Massie, tekenaar: Paul Daly, kleuren: Stephen Downer).[41]
- In The Great Gatsby van F. Scott Fitzgerald was de zeiler Dan Cody, die de jonge Jay Gatsby onder zijn hoede neemt, volgens Fitzgerald gebaseerd op "de mysterieuze zeiler wiens minnares Nellie Bly was". (Some Kind of Epic Grandeur, biografie van Fitzgerald door Matthew J. Bruccoli.)
- Bly werd in Steven Quanticks toneelspel Around the World in 80 Days (2013) voorgesteld als journaliste die het verhaal verslaat van Foggs avonturen en hem rondom de wereld volgt.
- Een historisch fictief verslag van haar ervaringen tijdens haar huwelijk werd gebruikt als basis voor de horrorroman Bedlam Stories (verhaal: Pearry Teo, Christine Converse).[42]

### Naar haar vernoemd
- Het Nellie Bly Amusement Park in New York (later omgedoopt in Adventurers Amusement Park), dat als thema Rond de wereld in tachtig dagen had, was naar haar vernoemd.
- Vanaf begin 20e eeuw tot 1961 had de Pennsylvania Railroad een sneltrein tussen New York en Atlantic City met alleen salonrijtuigen in dienst die de naam Nellie Bly droeg.
- The New York Press Club reikt jaarlijks de journalistiekprijs "Nellie Bly Cub Reporter" uit voor de beste journalistieke inspanning van een individu met drie jaar of minder aan professionele ervaring.[43]

### Overige erkenningen
- In 1998 werd Bly opgenomen in de National Women's Hall of Fame.[44]
- Bly was een van de vier journalisten die in 2002 werd vereerd met een Amerikaanse postzegel in de reeks "Vrouwen in de journalistiek".[45]
- Haar onderzoek van het krankzinnigengesticht op Blackwell's Island wordt gedramatiseerd in een 4D-film in het Annenberg Theater bij het Newseum in Washington.
- Bly diende als inspiratie voor het personage Katherine Plumber in de musical Newsies.
- Een historisch fictieve versie van Bly als muis genaamd Nellie Brie speelt de hoofdrol in An American Tail: The Mystery of the Night Monster.